# Roy Adzak

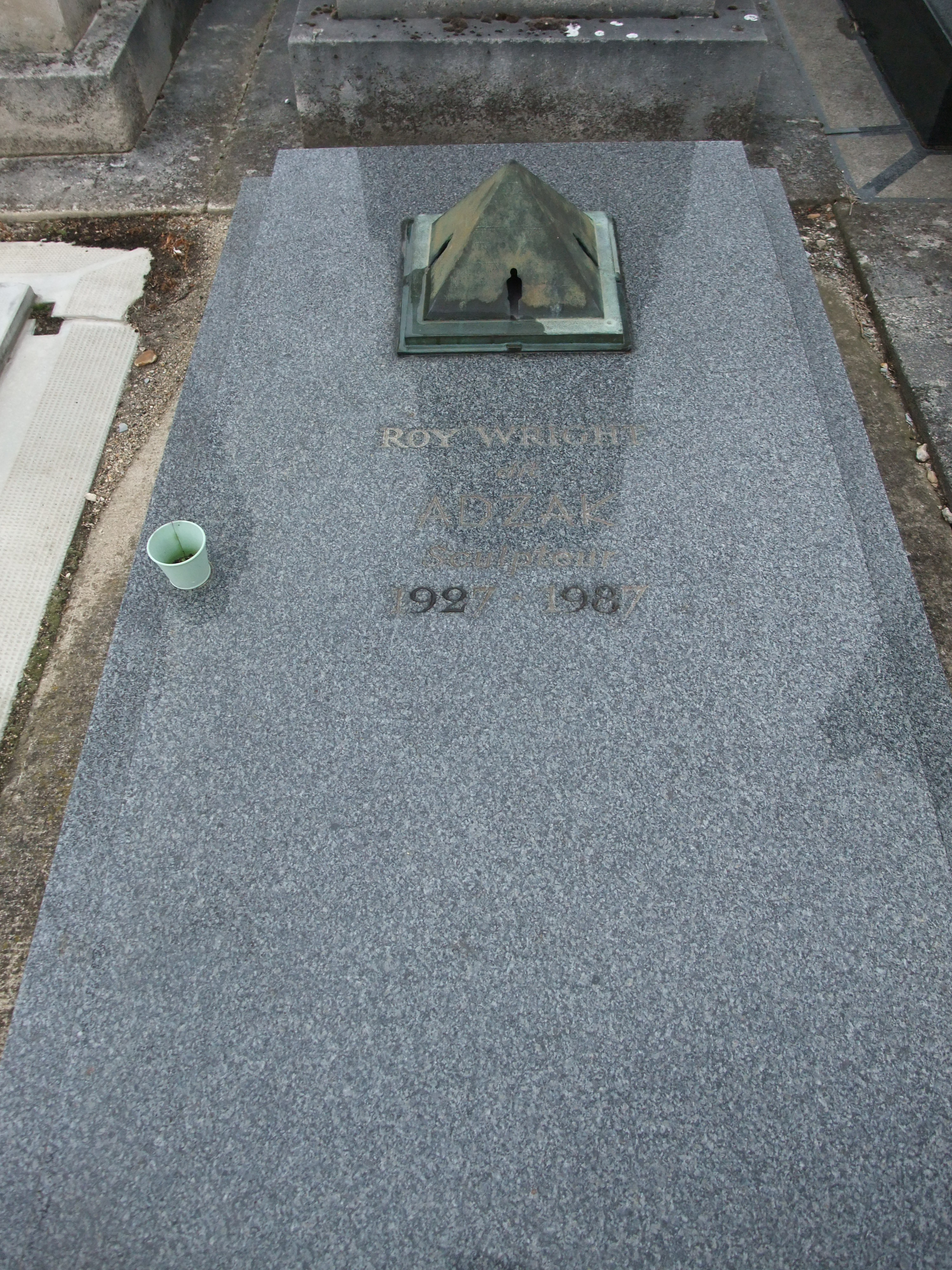
Adzakův hrob v Paříži

Roy Adzak, vlastním jménem Royston Wright (14. února 1927 v Readingu – 30. ledna 1987 v Paříži) byl britský malíř, sochař, rytec a fotograf.

## Životopis
Royston Wright absolvoval Reading Grammar School a poté Reading University, kde vystudoval stavebnictví. Poté studoval sochařství a fotografii na Sydney Art School (1954).
Účastnil se archeologických expedic do Afghánistánu.
Svá díla vystavoval na mnoha výstavách po celém světě a jsou součástí stálých expozic v Tate Gallery, Victoria and Albert Museum, ve Washingtonu, Řecku i Francii.
Roy Adzak zemřel 30. ledna 1987 v Paříži a byl pohřben na hřbitově Montparnasse.
Jeho díla byla vystavena během výstavy Made in France 1947–1997, 50 ans de création en France v roce 1997 v Centre Georges Pompidou.

## Zastoupení v muzeích
- National Gallery of Art, Washington
- Makedonské muzeum současného umění, Soluň
- Tate Gallery, Londýn
- Musée d'art moderne, Saint-Étienne
- Victoria and Albert Museum, Londýn
- Musée des beaux-arts, Nancy